# Pisuerga
Il Pisuerga è un fiume della Spagna settentrionale, secondo maggior affluente del Duero.
Nasce dai pendii meridionali della Cordigliera Cantabrica (provincia di Palencia, comunità autonoma di Castiglia e León) e scorre verso sud confluendo nel Duero, poco dopo aver attraversato la città di Valladolid. La sua lunghezza è di circa 270 km.
Dagli anni cinquanta il livello del fiume è stato molto regolare, grazie alla diga di Aguilar de Campoo, che contiene le acque piovane provenienti dalle vallate sovrastanti. Questa regolarità ha permesso la formazione di vaste aree di campi irrigati lungo il corso del Pisuerga nella pianura Castigliana settentrionale.
I principali affluenti sono l'Esgueva, il Carrión e l'Arlanza.